# Acerodon celebensis
Сулавешка летећа лисица или сулавешки ацеродон (Acerodon celebensis) је врста слепог миша из породице велики љиљци (Pteropodidae). 

## Распрострањење
Ареал врсте је ограничен на једну државу. Индонезија је једино познато природно станиште врсте.

## Станиште
Станишта врсте су шуме и бамбусове шуме. 
Врста је по висини распрострањена од нивоа мора до 1.500 метара надморске висине. 

## Угроженост
Ова врста је наведена као последња брига, јер има широко распрострањење и честа је врста.